# Pom (auteur)
Jozef van Hove dit Pom, né le 16 novembre 1919 à Berchem (province d'Anvers) et mort le 2 mai 2014 à Nijlen, est un auteur de bande dessinée belge néerlandophone.

## Biographie

### Jeunesse
Jozef van Hove naît le 16 novembre 1919 à Berchem,.
Enfant, il aime les bandes dessinées et commence à dessiner. Les Aventures de Tintin sont particulièrement une source d'inspiration pour lui, car sa famille est abonnée au Vingtième Siècle, même si elle est très flamande. En 1940, il sert comme soldat dans l'armée belge. Après la capitulation face à l'Allemagne nazie, il part travailler comme volontaire chez Blaupunkt à Berlin. Il y obtient son diplôme d'ingénieur technique en 1944, spécialisé dans la technologie haute fréquence et radio. Après la défaite allemande, il retourne en Belgique. Là, son diplôme d'ingénieur n'est pas reconnu et il est condamné à un an de prison pour sa collaboration.

### Carrière
Après sa libération, il décide de faire une carrière de dessinateur. La technologie joue un rôle important dans ses bandes dessinées.
Il commence comme illustrateur pour le journal anversois Het Handelsblad en 1950. Là, il dessine Week in krabbels [« La Semaine en gribouillis »], un aperçu hebdomadaire en dessin.
Il lance dans ce journal une bande dessinée quotidienne de la première aventure de Piet Pienter en Bert Bibber intitulée Het vredeswapen [« L'Arme de la paix »] en 1951. Huit autres histoires suivront.
Il passe au Gazet van Antwerpen en 1955. Sa première contribution pour ce journal s'intitule In het spoor van Sherlock Holmes « [« Sur les traces de Sherlock Holmes »] » qui est publiée en album la même année par l'éditeur De Vlijt chez qui il voit un avenir meilleur.
Pom signe 43 albums pour l'éditeur De Vlijt. Après un petit passage par Keesing en 1993 avec l'album Vakantie in Pandorra, il se retrouve au Standaard Uitgeverij en 1995. La 45e et dernière aventure de la série, Susan bij de Knobbelgilde, y fut publiée. Standaard Uitgeverij a également commencé à rééditer tous les albums de la série.
Les dernières années, Pom retravaille intensivement toutes ses histoires pour les rééditer. À sa demande, la série du Standaard Uitgeverij ne connaît pas de mise en couleur. Il a également opposé son veto à la réimpression d'histoires de Het Handelsblad, jusqu'à ce que ses premières histoires puissent être publiées via Dageraad/Magnum. La troisième histoire est publiée dans le mini album de format A5 par l'ASBL Spirit. Deux albums sont traduits : Leo Listo y Tom Temblor en espagnol et Roberto Rosso e Stefano Stupido en italien.
Plus tard, il abandonne le dessin et il vit en ermite dans les forêts de Nijlen. Il se concentre uniquement sur son passe-temps, l'électrotechnique. Il était l'un des rares Flamands à s'abonner à Grenz-Echo, le seul journal belge de langue allemande.

### Décès
Pom meurt le 2 mai 2014, à l'âge de 94 ans dans une maison de retraite d'Olen où il est admis pour le dernier mois de sa vie. Il est enterré dans un cercueil décoré de ses personnages. La cérémonie s'est tenue dans la plus stricte intimité familiale.

### Vie privée
Il laisse deux fils, deux filles, 14 petits-enfants et 10 arrière-petits-enfants.

## Style
La formation technique de Pom joue un rôle important dans nombre de ses histoires. Il était également très doué pour dessiner des mouvements, comme les voitures qui rebondissent lorsqu'elles prennent un virage serré. Dans une interview avec De Morgen en 2011, il déclare qu'au début il a été fortement influencé par la ligne claire d'Hergé et qu'il avait également beaucoup appris de Franquin. Du côté flamand, il s'entendait très bien avec Jef Nys.
Le beau-frère de Pom alors directeur chez Agfa-Gevaert lui fournit toujours du papier photo sans couche sensible. Sur ce papier, il peut facilement utiliser son stylo à dessin, tout en grattant facilement les erreurs. Il travaille avec ce papier pendant 45 ans, jusqu'à ce qu'il arrête de dessiner en 1995. Ce papier photo n'étant plus disponible. Sa dernière réussite est de faire jouer Piet, Bert et Susan une petite apparition dans l'album De volke Basuras de Harry Humus de Danny De Haes, sous prétexte que les bandes s'étaient mélangées chez l'imprimeur. En fait, c’est la dernière chose que Pom ait jamais publiée.

## Exposition collective
- De Wereld van de strips in originelen[9], Parlement flamand, Bruxelles du 16 mai au 10 juillet 2013.

## Réception

### Prix et distinctions
- 1988 :  prix pour l'ensemble de l'œuvre Piet Pienter en Bert Bibber décerné par la Chambre belge des experts en bande dessinée[10].

### Influences
Dans Strips, Aha ! (1995), Patrick Van Gompel (nl) décrit Piet Pienter en Bert Bibber comme « une bande dessinée particulière qui a survécu à elle-même ». En effet, la série a toujours maintenu son caractère culte. Contrairement à la plupart des séries de bandes dessinées terminées, elle n'a pas disparu, ce qui est tout à fait remarquable compte tenu de la résistance de Pom au merchandising. Les 45 histoires disponibles dans la série officielle ont un niveau de qualité constant. Son style personnel en fait bien plus qu'un simple produit d'usine. La comédie sarcastique et la déconstruction spirituelle de la naïveté d'une bande dessinée pour enfants typique étaient en avance sur son temps en Flandre. Cela explique également pourquoi les lecteurs adultes apprécient généralement plus Piet Pienter en Bert Bibber que les enfants et continuent de le redécouvrir. Pom lui-même est également respecté en tant qu'artiste intransigeant. Il ne se souciait pas des tendances ou des changements dans la société. Ni de se vendre ou de solliciter l’attention des médias. Et c’est précisément parce que l’on sait si peu de choses sur sa vie personnelle qu’il reste un mystère intrigant.
Pom a eu une forte influence sur Tom Bouden, Danny De Haes, Marc Legendre, Merho, Erik Meynen, Ben Seys, Steve Van Bael et Marc Verhaegen.

### Postérité
Le 9 septembre 2016, une fresque murale représentant les personnages de Piet Pienter et Bert Bibber conçue par Ben Seys, représentant les personnages de Piet Pienter et Bert Bibber, est inaugurée à Deurne, en Belgique, à côté de la bibliothèque Arena. La même année, les héritiers de Pom poursuivent la maison d'édition 't Mannekesblad, parce que Pom a signé en 2011 un contrat sans compensation financière autre que 500 euros « pour lui accorder le plaisir de voir son œuvre publiée ». Sauf que quelques années plus tard, seul un tiers des albums avait été réédité, malgré l'obligation contractuelle. Le 25 juin 2018, le juge donne raison à la famille. Le centenaire de sa naissance est célébré l'année suivante. Standaard Uitgeverij republie les anciennes histoires à partir de 2020.
En 2021 sort De Geniale Soepselder, la première aventure de Piet Pienter et Bert Bibber depuis la mort de Pom. Le scénario est écrit par Marc Legendre et dessiné par Charel Cambré.
Selon Didier Pasamonik : « Même si sa notoriété n’atteint pas celle de Willy Vandersteen ou de Marc Sleen, Pom reste une des figures les plus attachantes de la bande dessinée flamande, sa série constituant une comédie humaine typique et tendre de ses habitants. »

#### Études
- Danny De Laet et Yves Varende, Au-delà du septième art : histoire de la bande dessinée belge, Bruxelles, Ministère des affaires étrangères, du commerce extérieur et de la coopération au développement, coll. « Chroniques belges » (no 322), 1979, 302 p., ill. ; 22 cm (OCLC 301693218, lire en ligne).

#### Livres
: document utilisé comme source pour la rédaction de cet article.
- (nl) Jan Hoet et Dany Vandenbossche, « Pom », dans De wereld van de strips in originelen [« Le Monde de la bande dessinée en originaux »], Bruxelles, Vlaams Parlement, 2013, 68 p., PDF (OCLC 901366732, lire en ligne), p. 47.

#### Articles
- « Les personnages de bandes dessinees Piet Pienter et Bert Bibber sont de nouveau en vie », Focus on Belgium,‎ 26 janvier 2023 (lire en ligne, consulté le 6 avril 2024).